# Pssica
Pssica é uma minissérie brasileira produzida pela Netflix em parceria com a O2 Filmes que estreou em 20 de agosto de 2025 no streaming. A trama é uma adaptação do romance homônimo do escritor paraense Edyr Augusto, conhecido por suas obras ambientadas na região amazônica. A direção é assinada por Quico Meirelles e Fernando Meirelles, enquanto o roteiro foi desenvolvido por Bráulio Mantovani, Fernando Garrido e Stephanie Degreas.
Conta com Domithila Cattete, Lucas Galvino e Marleyda Soto nos papéis principais e Claudio Jaborandy, Wesley Guimarães, Felipe Rocha e Ricardo Teodoro entre os coadjuvantes.

## Enredo
Janalice (Domithila Cattete) é uma jovem raptada por uma rede de tráfico humano e obrigada a atravessar os perigos dos rios na tentativa de escapar de um destino cruel. Preá (Lucas Galvino), por sua vez, precisa lidar com a responsabilidade de liderar uma gangue de "ratos d’água" — criminosos que dominam as rotas fluviais da região — enquanto enfrenta dilemas morais e o peso de seu passado.
Paralelamente, Mariangel (Marleyda Soto) segue em busca de vingança pela morte de sua família, enfrentando uma força misteriosa conhecida como “pssica” — uma maldição que parece acompanhar todos aqueles que cruzam seu caminho.
Marcada por tensão, violência e poesia, a minissérie retrata um mundo onde as fronteiras entre o real e o mítico se dissolvem, e onde sobrevivência, culpa e redenção se entrelaçam sob o véu denso da floresta.

## Elenco
- Domithila Cattete como Janalice
- Lucas Galvino como Jonas/Preá
- Marleyda Soto como Mariangel
- Ricardo Teodoro como Ramiro
- Felipe Rocha como Jaime
- Claudio Jaborandy
- Wesley Guimarães
- Ademara como Janaina
- Welket Bungué como Philippe Soutin
- Andrés Castañeda como Cristobal
- Fátima Macedo como Daiane
- Bruno Goya
- Luca Dan
- Sandro Guerra